# Heliothea striata
Heliothea striata är en fjärilsart som beskrevs av Krulikovski 1918. Heliothea striata ingår i släktet Heliothea och familjen mätare. Inga underarter finns listade i Catalogue of Life.